# H. (пісня)
«H.»  — пісня американського рок-гурту Tool, другий сингл з альбому Ænima 1996 року.

## Про пісню
Пісня «H.» увійшла до другого студійного альбому Tool Ænima та вийшла на початку 1997 року промосинглом для ротації на радіостанціях. Завдяки загадковій назві та двозначним текстам, вважалося, що вона написана про героїн (англ. heroin). Під час виступу 1997 року на фестивалі Lollapalooza співак Мейнард Кінен розповів, що насправді в ній співається про народження дітини. На сайті Loudwire музичну складову пісні охарактеризовали так: «її інтенсивність повільно зростає з кожною зміною, зрештою досягаючи кульмінації в епічній какофонії, а потім знову спадає».

## Місця в хіт-парадах
| Хіт-парад (1997)                  | Найвища позиція |
| --------------------------------- | --------------- |
| США (Mainstream Rock) (Billboard) | 23              |